# Motociklistična Velika nagrada Madrida
Motociklistična Velika nagrada Madrida je bila motociklistična dirka svetovnega prvenstva v sezoni 1998.

## Zmagovalci
| Sezona | Dirkališče | 125 cm3                   | 250 cm3                  | 500 cm3              | Poročilo |
| ------ | ---------- | ------------------------- | ------------------------ | -------------------- | -------- |
| 1998   | Jarama     | Lucio Cecchinello (Honda) | Tetsuya Harada (Aprilia) | Carlos Checa (Honda) | Poročilo |